# James Naughton
James Naughton (Middletown, 6 dicembre 1945) è un attore statunitense, attivo in campo cinematografico e, soprattutto, televisivo a partire dall'inizio degli anni settanta.

## Biografia
Complessivamente, tra cinema e televisione, ha partecipato ad oltre una settantina di differenti produzioni. Tra i suoi ruoli principali, figurano quello di Pete Burke nella serie televisiva Il pianeta delle scimmie (1974), quello del Dottor Michael "Cutter" Royce nella serie televisiva Trauma Center (1984), quello di Robert Eisenberg nel film Suburban Girl. Attivo anche in campo teatrale a Broadway, si è aggiudicato per due volte (1990 e 1997) il Tony Award per i musical City of Angels e Chicago.

### Vita privata
Fratello maggiore dell'attore David Naughton e padre dell'attrice Keira Naughton, è sposato dal 1968 con Pamela Parsons e ha due figli, Gregory J. e Keira P, entrambi attori.

## Filmografia parziale

### Attore

#### Cinema
- Esami per la vita (The Paper Chase), regia di James Bridges (1973)
- Second Wind, regia di Donald Shebib (1976)
- A Stranger Is Watching, regia di Sean S. Cunningham (1982)
- L'occhio del gatto (Cat's Eye), regia di Lewis Teague (1985)
- Lo zoo di vetro (The Glass Menagerie), regia di Paul Newman (1987)
- Diritto d'amare (The Good Mother), regia di Leonard Nimoy (1988)
- First Kid - Una peste alla Casa Bianca (First Kid), regia di David M. Evans (1996)
- Il club delle prime mogli (The First Wives Club), regia di Hugh Wilson (1996)
- Ritratto nella memoria (The Proprietor) , regia di Ismail Merchant (1996)
- Fascination, regia di Klaus Menzel (2004)
- Il diavolo veste Prada (The Devil Wears Prada), regia di David Frankel (2006)
- Suburban Girl (2007) - Robert Eisenberg
- BartonCC, regia di Leo Tierney – cortometraggio (2008)
- Childless, regia di Charlie Levi (2008)
- Speed Grieving, regia di Jessica Daniels (2009)

#### Televisione
- Look Homeward, Angel, regia di Paul Bogart – film TV (1972)
- Faraday – serie TV, 4 episodi (1972-1973)
- Il pianeta delle scimmie (Planet of the Apes) – serie TV, 14 episodi (1974)
- Barnaby Jones – serie TV, 1 episodio (1976)
- I Ryan (Ryan's Hope) – serie TV, 1 episodio (1977)
- Bunker, regia di George Schaefer – film TV (1981)
- My Body, My Child, regia di Marvin J. Chomsky – film TV (1982)
- Making the Grade – serie TV, 6 episodi (1982)
- Professione pericolo (The Fall Guy) – serie TV, 1 episodio (1983)
- Trauma Center – serie TV, 13 episodi (1983)
- Quartiere in subbuglio (Last of the Great Survivors), regia di Jerry Jameson – film TV (1984)
- Who's the Boss? – serie TV, 4 episodi (1985)
- Rivoglio mia figlia (Necessity), regia di Michael Miller – film TV (1988)
- Raising Miranda – serie TV (1988)
- Blown Away, regia di Michael Miller – film TV (1990)
- Gli uccelli II (The Birds II: Land's End), regia di Rick Rosenthal – film TV (1992)
- Quattro donne in carriera (Designing Women) – serie TV, 1 episodio (1992)
- Oltre il ponte (Brooklyn Bridge) – serie TV, 3 episodi (1991-1993)
- The Cosby Mysteries, regia di Jerry London – film TV (1994)
- Cosby indaga (The Cosby Mysteries) – serie TV, 6 episodi (1994-1995)
- Law & Order - I due volti della giustizia (Law & Order) – serie TV, 1 episodio (1996)
- Liberty! The American Revolution – serie TV, 6 episodi (1997)
- Ally McBeal – serie TV, 4 episodi (1999-2001)
- The Truth About Jane, regia di Lee Rose – film TV (2000)
- Big Apple – serie TV, 3 episodi (2001)
- Gossip Girl – serie TV, 10 episodi (2009-2012)
- Blue Bloods – serie TV, 1 episodi (2010)
- Hostages – serie TV, 15 episodi (2013-2014)
- The Blacklist – serie TV, episodio 2x11 (2015)
- The Affair - Una relazione pericolosa (The Affair) – serie TV, episodio 2x09 (2015)
- And Just Like That... – serie TV, episodio 1x02-1x10 (2022)

### Regista
- Our Town – film TV (2003)

## Musical
- City of Angels (1990)
- Chicago (1997)

## Doppiatori italiani
Nelle versioni in italiano delle opere in cui ha recitato, James Naughton è stato doppiato da:
- Maurizio Scattorin in Trauma Center[5]
- Gino La Monica in Il pianeta delle scimmie
- Tonino Accolla in L'occhio del gatto
- Renzo Stacchi in Lo zoo di vetro
- Sandro Acerbo in Diritto d'amare
- Michele Gammino in Cosby indaga
- Alarico Salaroli in Ally McBeal
- Franco Zucca in Damages
- Danilo Bruni in Law & Order: Criminal Intent
- Gerolamo Alchieri in Blue Bloods
- Rodolfo Bianchi in Hostages
- Enrico Di Troia in The Affair

## Premi & riconoscimenti
- 1990: Tony Award al miglior attore protagonista in un musical per City of Angels
- 1997: Tony Award al miglior attore protagonista in un musical per Chicago